# 陇南站
陇南站，位于中华人民共和国甘肃省陇南市武都区，是兰渝铁路上的火车站，于2016年12月26日启用，由兰州铁路局管辖。

## 車站周邊
- 陇南市妇幼保健院
- 陇南市卫生局
- 甘肃银行武都支行
- 陇南市财政局
- 陇南市人民政府
- 陇南市住房和城乡建设局
- 武都区人民法院
- 陇南市人社局
- 陇南市食品药品监督管理局
- 东江初级中学
- 陇南市气象局
- 武都二中
- 陇南体育馆
- 白龙江

## 歷史
- 2016年12月26日正式启用。

## 外部連結
- 中国铁路客户服务中心 （页面存档备份，存于）